# 거대한 음모
"거대한 음모"는 한국에서 제작된 최영철 감독의 1976년 영화이다. 유영국 등이 주연으로 출연하였고 황영실 등이 제작에 참여하였다.

## 출연

### 주연
- 유영국
- 김옥진
- 유준상

### 조연
- 김영인